# Torben Carlsen
Torben Carlsen (* 17. April 1962) ist ein dänischer Badmintonspieler.

## Karriere
Torben Carlsen gewann 1983 zwei Titel bei den Norwegian International. In der Saison 1984/1985 siegte er bei den nationalen Titelkämpfen. Bei der Europameisterschaft 1986 gewann er Gold mit dem dänischen Team und Bronze im Herreneinzel.

## Sportliche Erfolge
| Saison    | Veranstaltung                              | Disziplin    | Platz | Name |
| --------- | ------------------------------------------ | ------------ | ----- | --- |
| 1983      | Norwegian International                    | Herrendoppel | 1     | Torben Carlsen / Kenneth Larsen                                                                                            |
| 1983      | Norwegian International                    | Herreneinzel | 1     | Torben Carlsen |
| 1984/1985 | Dänemark: Einzelmeisterschaften            | Herreneinzel | 1     | Torben Carlsen, Triton Aalborg                                                                                             |
| 1984/1985 | Dänemark: Einzelmeisterschaft der Amateure | Herrendoppel | 1     | Torben Carlsen / Mark Christiansen, Triton Aalborg                                                                         |
| 1986      | Europameisterschaft                        | Mannschaft   | 1     | Dänemark (Morten Frost, Torben Carlsen, Michael Kjeldsen, Kirsten Larsen, Steen Fladberg, Jesper Helledie, Ib Frederiksen) |
| 1986      | Europameisterschaft                        | Herreneinzel | 3     | Torben Carlsen |
| 1987      | Denmark Open                               | Herreneinzel | 1     | Torben Carlsen |
| 1997/1998 | Dänemark: Seniorenmeisterschaften 35+      | Herreneinzel | 1     | Torben Carlsen, Frederikshvan                                                                                              |
| 1997/1998 | Dänemark: Seniorenmeisterschaften 35+      | Herrendoppel | 1     | Michael Sørensen, Slagelse / Torben Carlsen, Frederikshavn                                                                 |